# Salmophasia sladoni
Salmophasia sladoni är en fiskart som först beskrevs av Day, 1870.  Salmophasia sladoni ingår i släktet Salmophasia och familjen karpfiskar. IUCN kategoriserar arten globalt som livskraftig. Inga underarter finns listade i Catalogue of Life.